# Evanyelía Kokkinu
Evanyelía Kokkinu (en griego: Ευαγγελία Κοκκίνου; 8 de junio de 1979) es una deportista griega que compitió en remo. Ganó una medalla de bronce en el Campeonato Mundial de Remo de 1998, en la prueba de cuatro scull ligero.

## Palmarés internacional
| Campeonato Mundial | Campeonato Mundial | Campeonato Mundial | Campeonato Mundial  |
| Año                | Lugar              | Medalla            | Prueba              |
| ------------------ | ------------------ | ------------------ | ------------------- |
| 1998               | Colonia (Alemania) | Medalla de bronce  | Cuatro scull ligero |